# Лемур котячий
Лемур котячий (Lemur catta) — вид приматів, єдиний представник роду Лемур родини Лемурових підряду мокроносих мавп. Інша назва «кільцехвостий лемур».

## Опис
Котячих лемурів так назвали через їх велику схожість з кішками. У котячого лемура вушка, черевце, мордочка білого кольору і тільки навколо очей чорні трикутники. Хвіст у котячого лемура розфарбований чорно-білими смугами, яких налічується 13 штук. Довжина хвоста котячого лемура становить від 54 до 62 см, досить довгий, якщо врахувати, що довжина тіла майже в половину менше. Середня вага: 2–2,4 кг. Хвіст служить їм для сигналів між родичами й утримання рівноваги під час стрибків з дерева на дерево.

## Спосіб життя
Полюбляє саванні, чагарники, невеликі ліси, скелясті місцини. Значний час проводить на землі. Зустрічаються котячі лемури на півдні й південному заході острова Мадагаскар і лише невелика популяція спостерігається в горах Андрінгітра, на південно-східному плато.
Активний удень. Добре лазить по деревах. Живе стадами до 20 особин. Спілкується своєрідним муркотінням. Здатний стрибати до 10 м у довжину. Під час хвилювання спрямовує уперед розширені очі, а хвіст просовує поміж передніх лап. Живиться фруктами, листям, квітами.
Парування відбувається у березні — квітні. Самиця котячого лемура може привести потомство один раз на рік і тільки одне дитинча (хоча в окремих випадках може бути і двійня). Вагітність у них триває близько семи місяців, потомство з’являється на світ з серпня по жовтень. Вага новонародженого котячого лемура становить від 80 до 120 грамів. Наступні два місяці після свого народження малюк пересувається на спині або на животі своєї мами. А у віці п'яти місяців дитинча котячого лемура починає самостійно добувати собі їжу. Попри таку ретельну турботу, смертність серед молодняку досягає 30-50% в перший рік життя. Середня тривалість життя котячих лемурів становить 35 років. 

## Легенди
Лемур — в перекладі з давньогрецької означає душу померлого або ж привид.
На Мадагаскарі й сусідніх островах люди вважають лемурів священними тваринами. Існує легенда, що колись дуже давно лемури були людьми, а потім, живучи в лісі, обросли шерстю і перетворилися на тварин. Коли який-небудь необережний лемур потрапляє в пастку, малагасієць обов'язково звільнить його і випустить, а якщо лемур поранений, то вилікує. Побачивши лемура в лісі, селянин чи мисливець церемонно з ним розкланятися і привітає, немов близького родича.

## Галерея

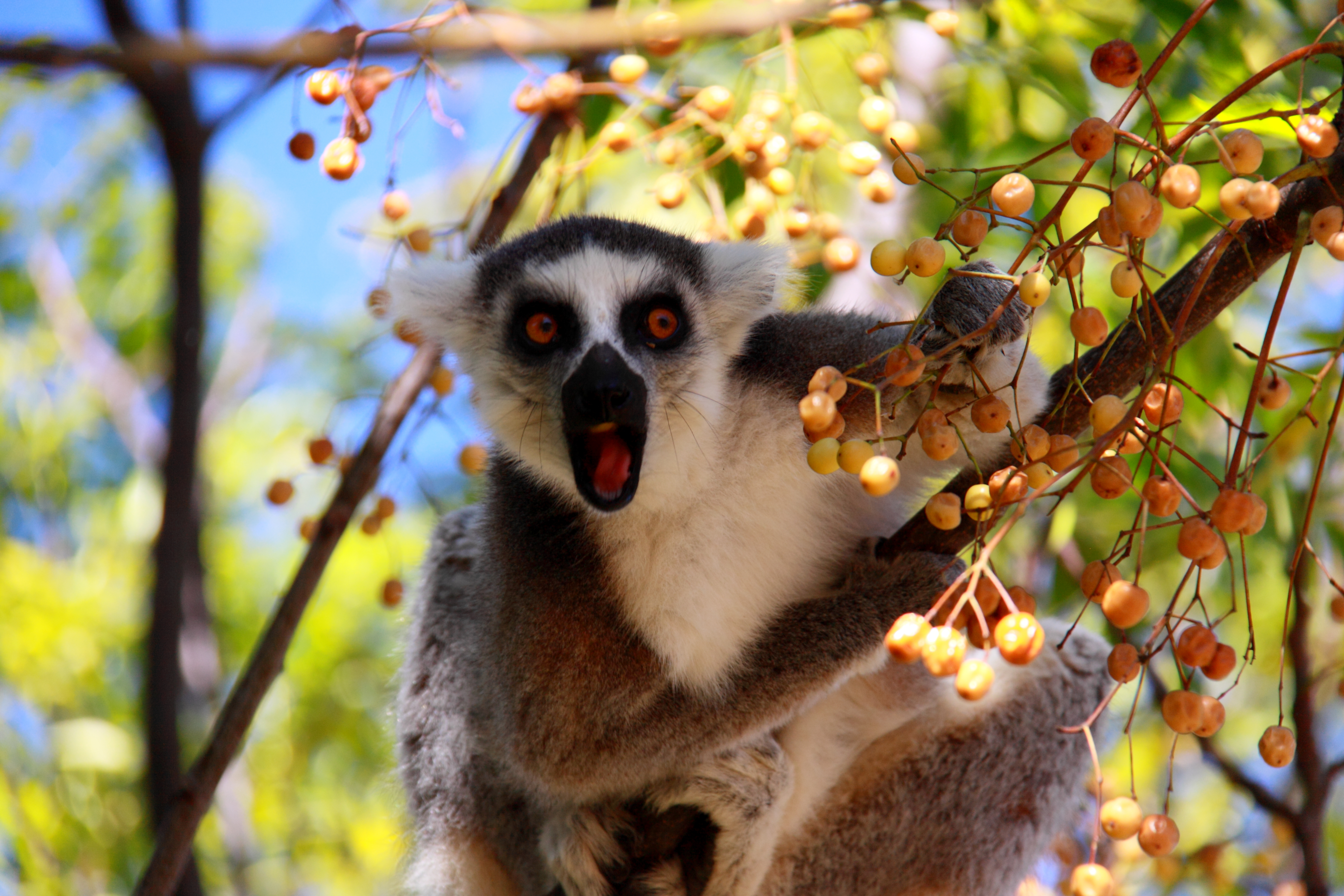
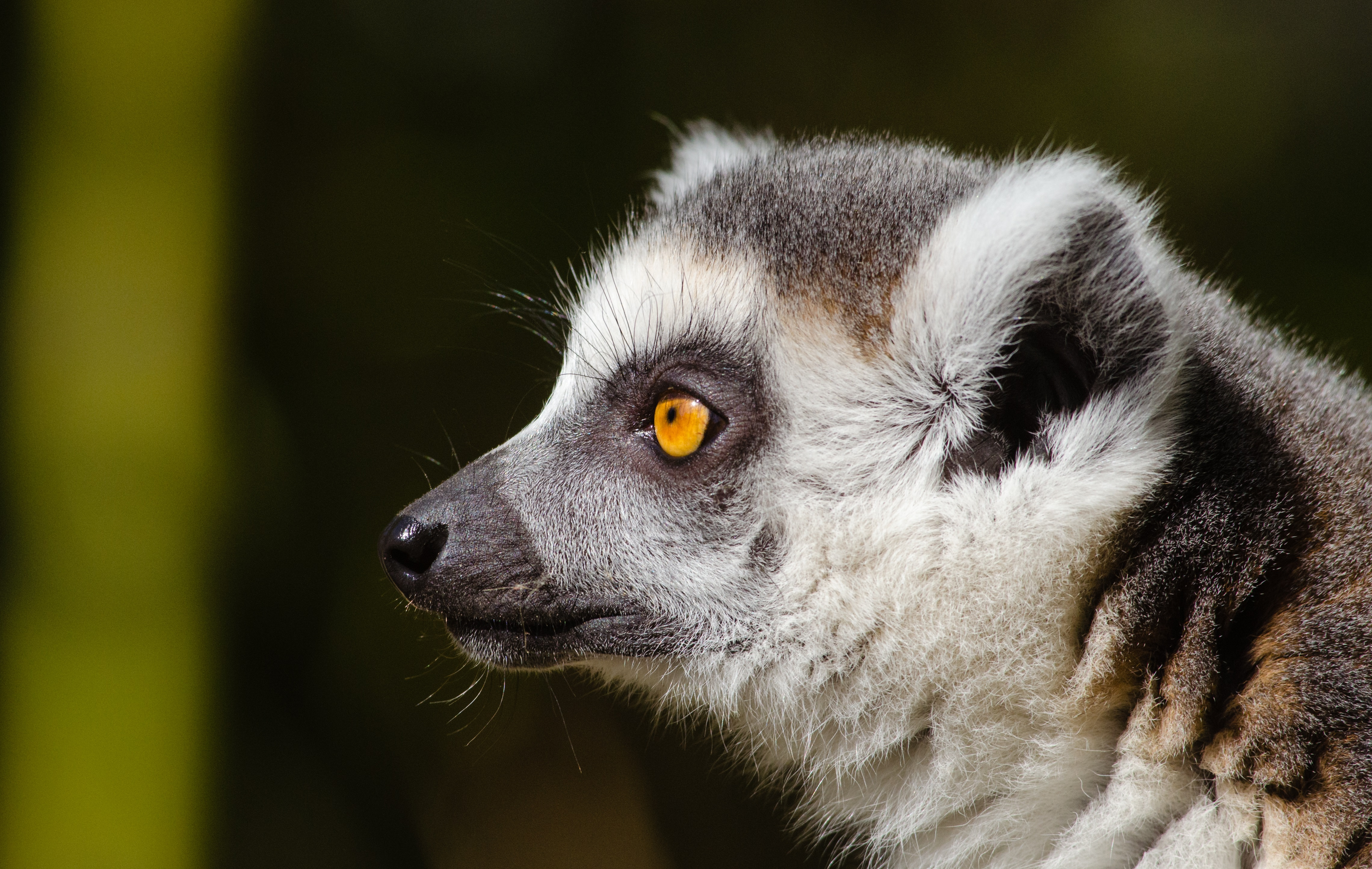
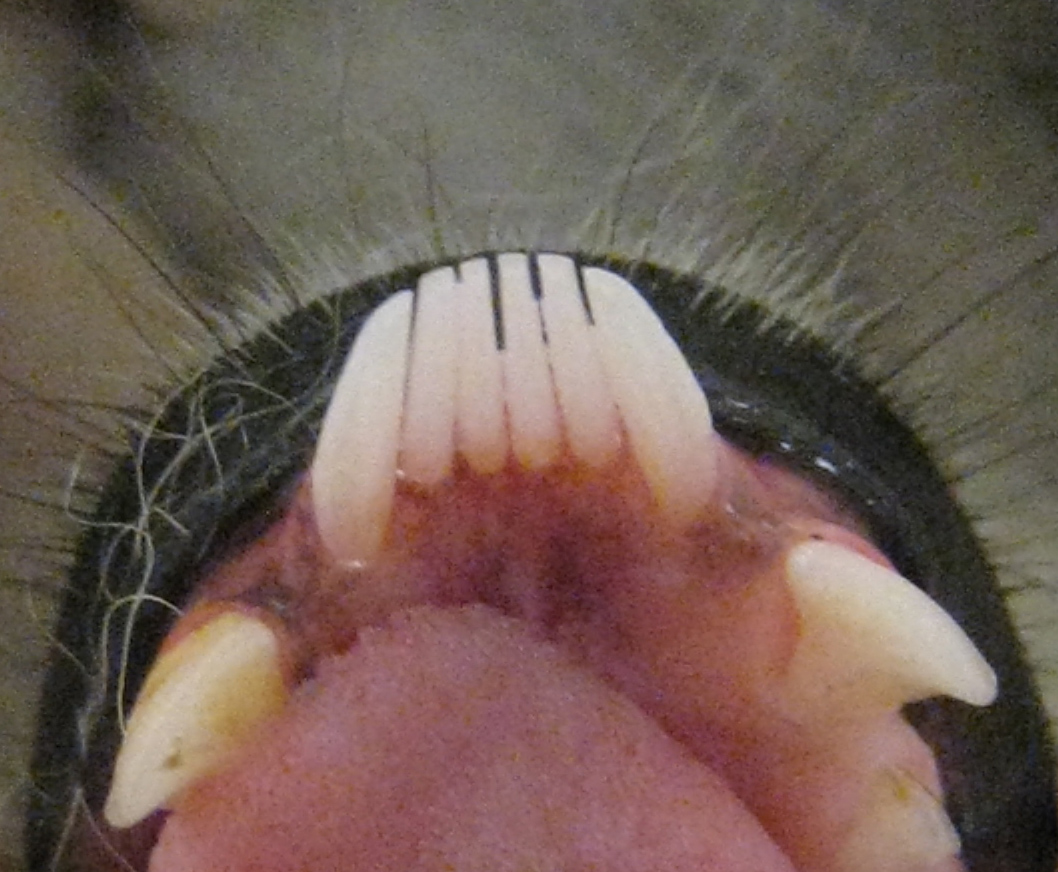
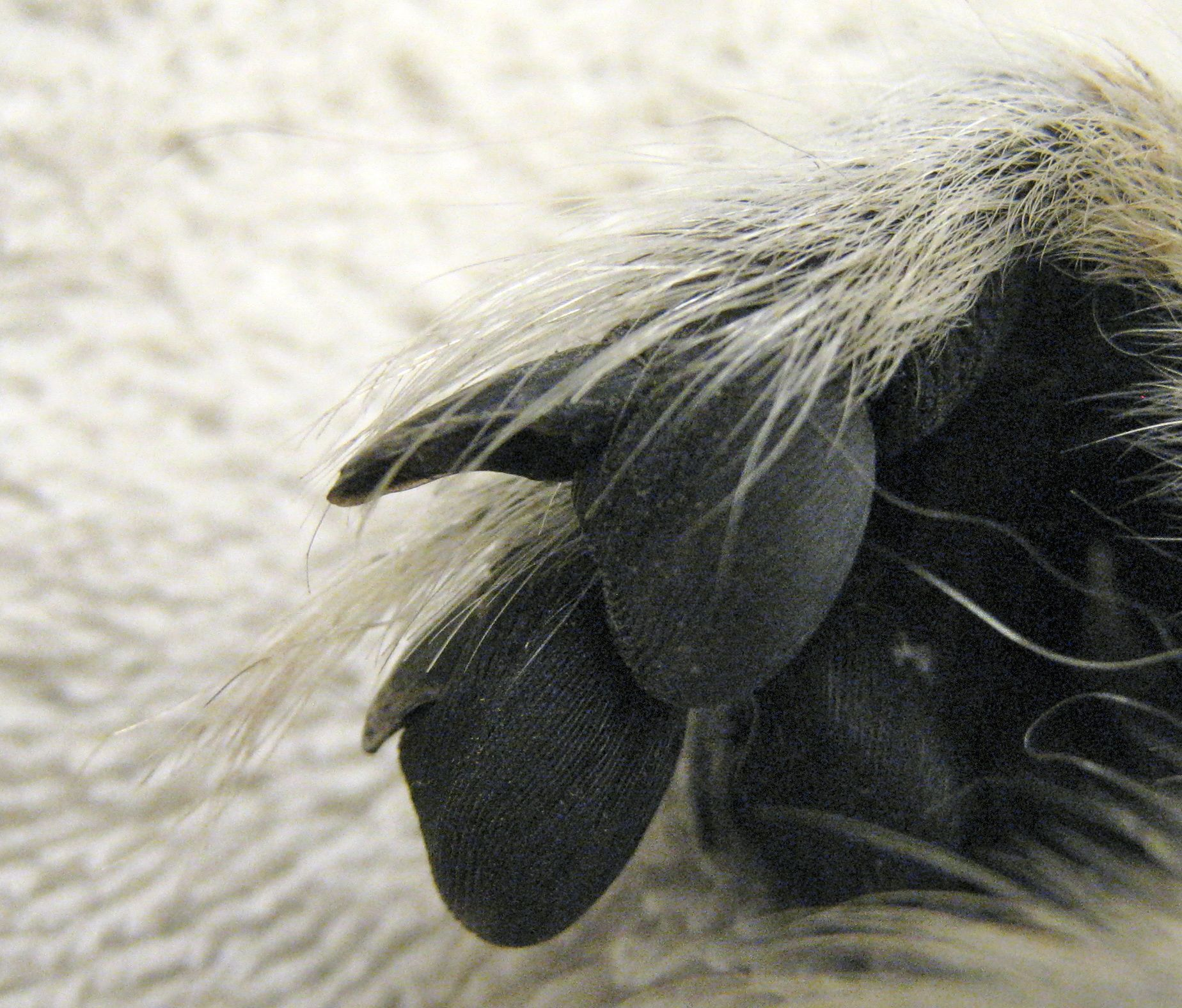
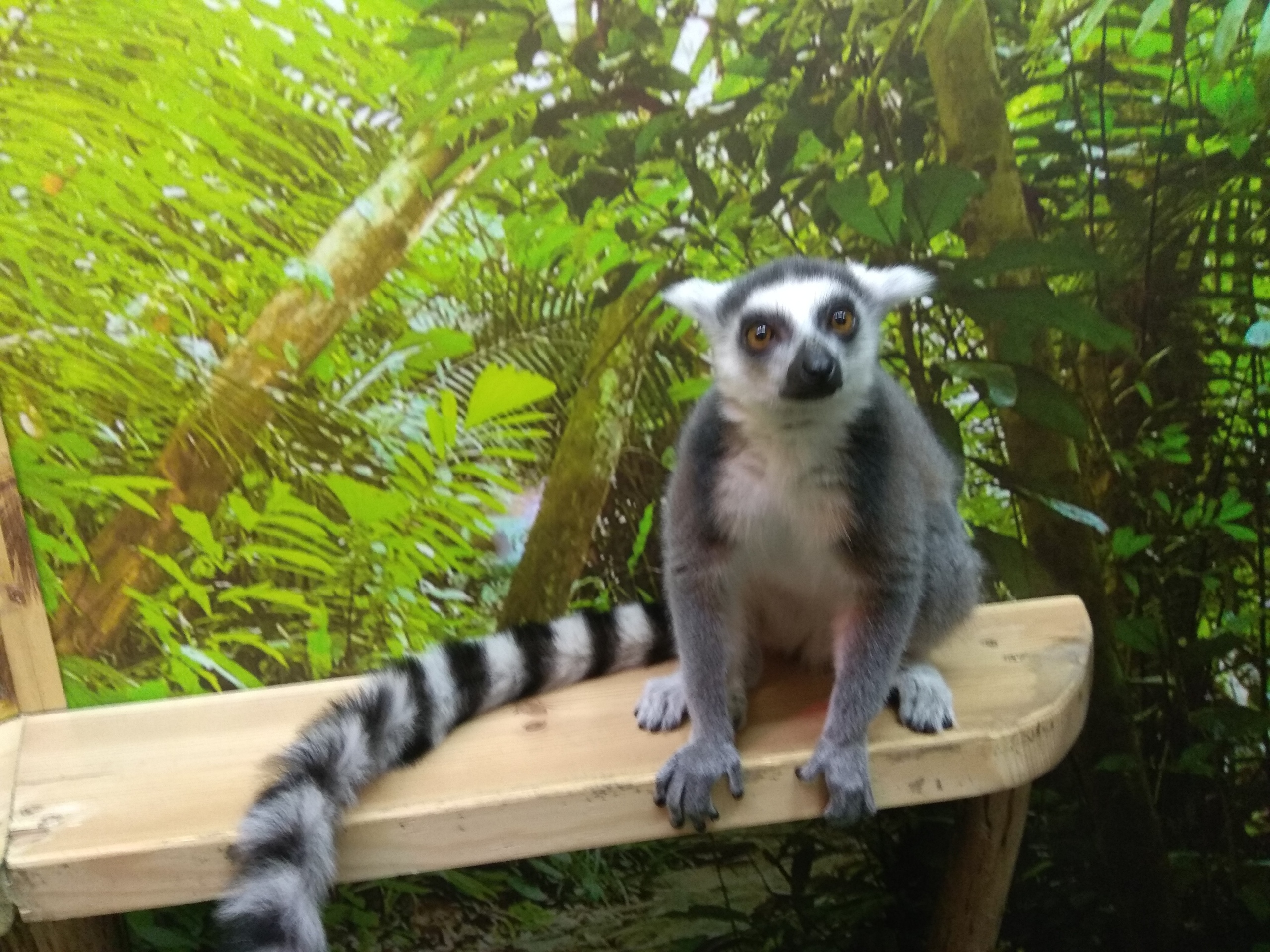

- клацання й дзявкання